# Coupe d'Europe des vainqueurs de coupe féminine de handball 2001-2002
Navigation
Coupe des coupes 2000-2001 Coupe des coupes 2002-2003
La Coupe d'Europe des vainqueurs de coupe féminine de handball 2001-2002 est la 26e édition de la Coupe d'Europe des vainqueurs de coupe féminine de handball, compétition de handball créée en 1976 et organisée par l'EHF.

## Formule
La Coupe des Vainqueurs de Coupe est également appelée C2. Il est d’usage que les vainqueurs des coupes nationales respectives y participent. L’ensemble des rencontres se dispute en matches aller-retour, y compris la finale. 

## Résultats

### Quarts de finale
| Date Aller   | Club                    | Aller   | Total   | Retour  | Club                   | Date Retour  |
| ------------ | ----------------------- | ------- | ------- | ------- | ---------------------- | ------------ |
| 17 mars 2002 | Nordstrand IF           | 23 – 18 | 43 – 45 | 20 – 27 | Zagłębie Lubin         | 23 mars 2002 |
| 17 mars 2002 | ASPTT Metz              | 32 – 28 | 58 – 60 | 26 – 32 | Lada Togliatti         | 23 mars 2002 |
| 22 mars 2002 | ŽRK Koka Varaždin       | 19 – 31 | 44 – 62 | 25 – 31 | Oltchim Râmnicu Vâlcea | 23 mars 2002 |
| 16 mars 2002 | TSV Bayer 04 Leverkusen | 29 – 28 | 51 – 53 | 22 – 25 | Alsa Elda Prestigio    | 23 mars 2002 |

### Demi-finales
| Date Aller    | Club                | Aller   | Total   | Retour  | Club                   | Date Retour   |
| ------------- | ------------------- | ------- | ------- | ------- | ---------------------- | ------------- |
| 14 avril 2002 | Alsa Elda Prestigio | 26 – 23 | 49 – 53 | 23 – 30 | Oltchim Râmnicu Vâlcea | 21 avril 2002 |
| 14 avril 2002 | Zagłębie Lubin      | 20 – 34 | 37 – 66 | 17 – 32 | Lada Togliatti         | 20 avril 2002 |

### Finale
| Date Aller  | Club                   | Aller   | Total   | Retour  | Club           | Date Retour |
| ----------- | ---------------------- | ------- | ------- | ------- | -------------- | ----------- |
| 12 mai 2002 | Oltchim Râmnicu Vâlcea | 32 – 27 | 52 – 55 | 20 – 28 | Lada Togliatti | 18 mai 2002 |

## Les championnes d'Europe
| Championne d'Europe des vainqueurs de coupe 2001-2002 Lada Togliatti 1er titre |